# Midlands (province)
Midlands est une province du Zimbabwe. Sa capitale est la ville de Gweru.
La province couvre une superficie de 49 166 km2. Elle se trouve au centre du pays et n'a aucune frontière avec un pays étranger. Sa population est estimée à 1 514 325 habitants en 2017 et comprend plusieurs groupes ethniques : les Shonas, les Ndébélés, les Tswanas, les Suthus et les Chewas.
La capitale de la province, Gweru, est la troisième plus grande ville du Zimbabwe. Kwekwe est une riche ville minière et industrielle, grâce à ses mines d'or et à l'activité de la société Sable Chemicals Trust. Redcliff est un important centre sidérurgique.

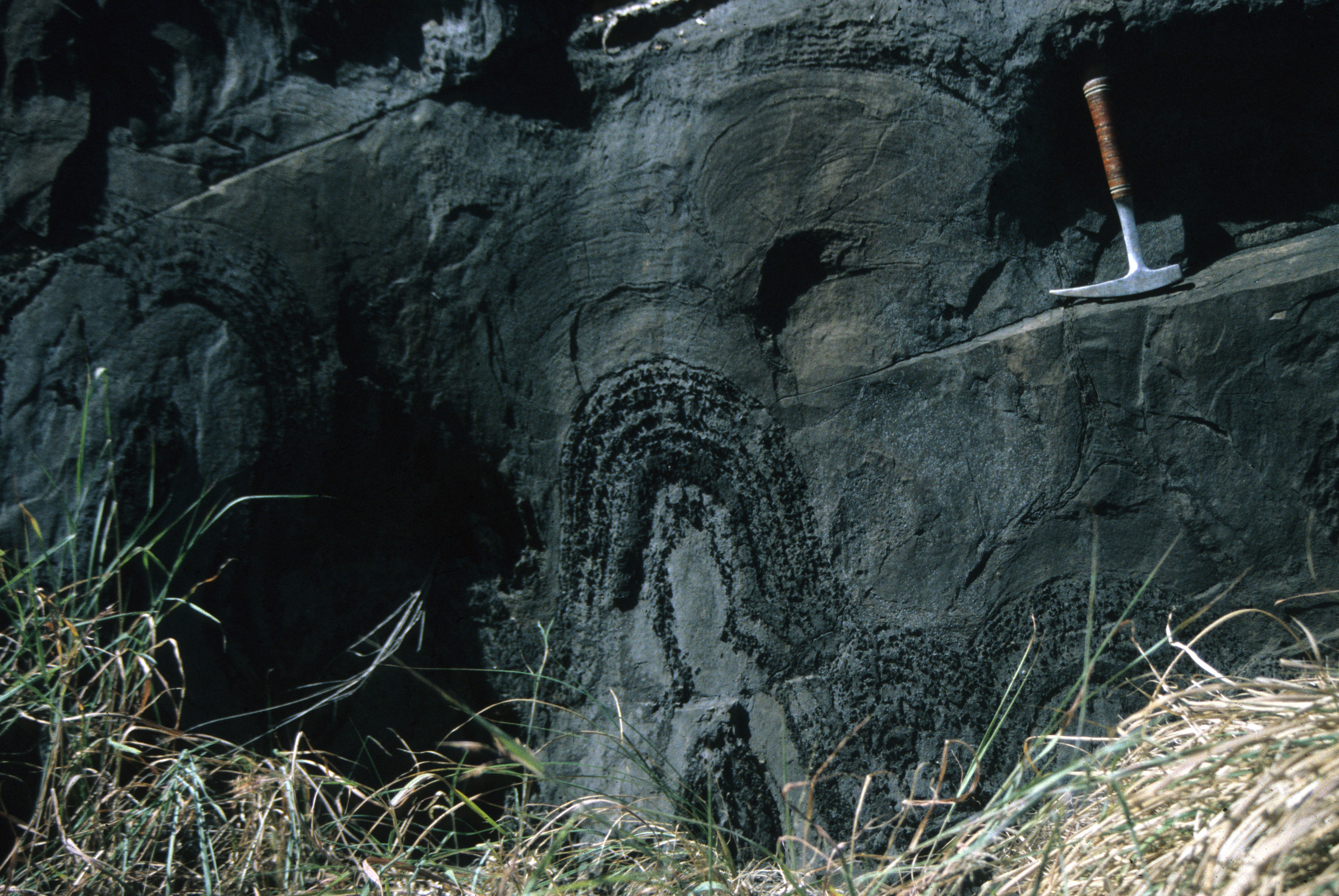
Stromatolites fossiles, vieux d'environ 2650 millions d'années. Mberengwa, Midlands

## Subdivisions
La province est divisée en huit districts :
- District de Chirumhanzu
- District de Gokwe Nord
- District de Gokwe Sud
- District de Gweru
- District de Kwekwe
- District de Mberengwa
- District de Shurugwi
- District de Zvishavane